# Mützenschnecken
Die Mützenschnecken oder Kappenschnecken (Capulidae) sind eine Familie kleiner bis großer Schnecken aus der Gruppe der Caenogastropoda mit kappenförmigen Gehäusen, die in allen großen Ozeanen vor allem in größeren Meerestiefen zu finden sind.

## Merkmale
Die ausschließlich marinen Mützenschnecken besitzen kappenförmige bis türmchenförmige Gehäuse, die je nach Art wenige Millimeter bis etwa 5 cm groß werden können und von einem dicken, oft stacheligen Periostracum überzogen sind. Die Tiere haben kein Operculum.
Die Capulidae haben eine lange, bewegliche, vom Propodium gebildete Pseudoproboscis (Scheinrüssel) mit einer rückenseitigen Rinne, mit der die Schnecken Nahrungspartikel aufsammeln.
Die Mützenschnecken leben als Filtrierer oder durch Abweiden von Detritus, Algen und Mikroorganismen vom Substrat. Manche Arten leben als Kommensalen auf den Schalen filtrierender Weichtiere oder Röhrenwürmer. Da sie hierbei den Wirtstieren erhebliche Mengen der von diesen herbeigestrudelten Nahrungspartikel entziehen können, werden sie auch als Ektoparasiten (Kleptoparasiten) aufgefasst.

## Gattungen
Zur Familie Capulidae gehören folgende Gattungen:
- Ariadnaria Habe, 1961
- Capulus Montfort, 1810
- Cerithioderma Conrad, 1860
- Ciliatotropis Golikov, 1986
- Discotrichoconcha Powell, 1951
- Hyalorisia Dall, 1889
- Icuncula Iredale, 1924
- Lippistes Montfort, 1810
- Neoiphinoe Habe, 1978
- Separatista Gray, 1847
- Sirius Hedley, 1900
- Torellia Jeffreys, 1867
- Trichamathina Habe, 1962
- Trichosirius Finlay, 1926
- Trichotropis Broderip & G. B. Sowerby I, 1829
- Turritropis Habe, 1961
- Zelippistes Finlay, 1926